# 레바논 농구 국가대표팀
레바논 농구 국가대표팀은 레바논의 농구 대표팀이다. 올림픽 농구 본선 경험은 현재까지도 전무하며 FIBA 농구 월드컵 본선에는 3번 참가하여 모두 중하위권 성적에 그쳤고 과거 FIBA 유로바스켓 본선에는 2번 참가하여 2번 모두 하위권 성적에 그쳤다. 다만 FIBA 아시아 선수권 대회에는 9번 참가하여 은메달 3개를 수확했으며 서아시아 농구 선수권 대회에는 11번 출전하여 금메달 5개, 은메달 4개를 획득하면서 서아시아 대회 최다 우승국으로 기록되어 있다. 또한 아랍 네이션스 농구 선수권 대회에서는 은메달과 동메달 각각 1개씩 수확했고 팬아랍 게임에는 12번 출전하여 1957년 대회에서 금메달을 획득했다.

## 주요 선수
- 찰스 테이벳 (베이루트 농구단)
- 엘리에 스테판 (호메네트멘 베이루트 BC)
- 아테르 마조크 (뉴질랜드 브레이커스)
- 자드 칼릴 (챔프빌 SC)